# 165 Hässelby
165 Hässelby är en svensk-norsk-finländsk dokumentärfilm från 2005 i regi av Mia Engberg.
Filmen skildrar fyra ungdomars vardagsliv i Stockholmsförorten Hässelby gård och filmades med Ewa Cederstam, Malin Korkeasalo, Göran Olsson och David Aronowitsch som fotografer och Jenny Örnborn som producent. Filmen premiärvisades den 4 mars 2005 i Stockholm och visades även av Sveriges Television året efter.